# 拉爾迪戈峰

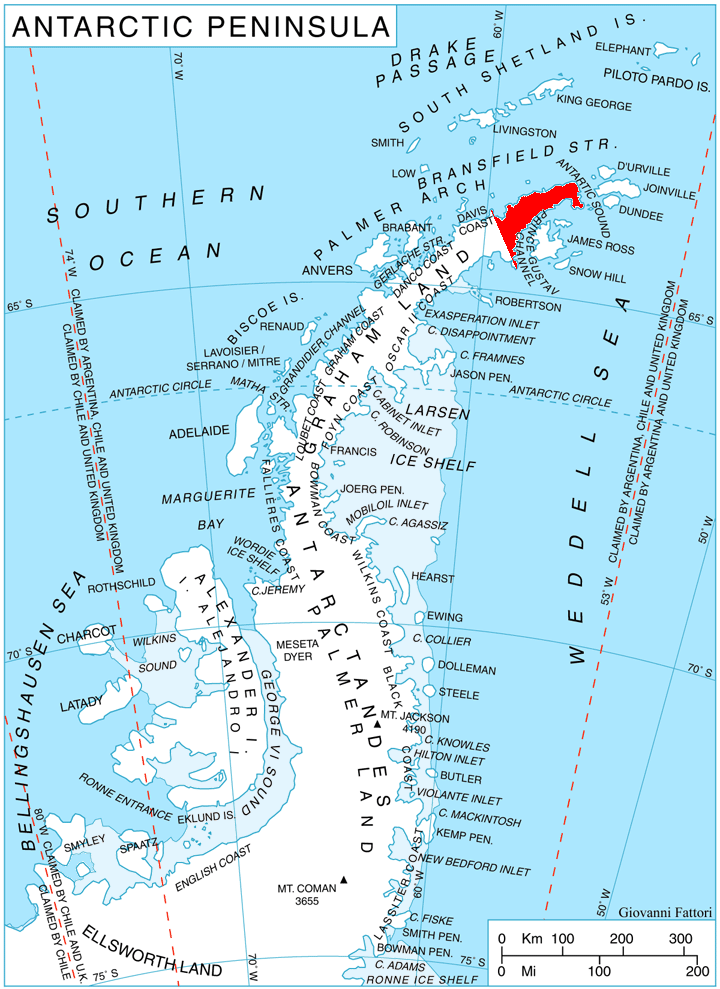

拉爾迪戈峰（英語：Lardigo Peak）是南極洲的山峰，位於葛拉漢地的特里尼蒂半島，屬於斯內戈廷嶺的一部分，處於伊格納季耶夫山東北面10.06公里、克勞恩峰以東4.2公里、馬雷斯科角東南面9.63公里、廷蒂亞瓦峰西南面13.17公里和霍赫斯特特峰西北面10.62公里，海拔高度1,158米。

## 外部連結
- Trinity Peninsula. Scale 1:250000 topographic map No. 5697. Institut für Angewandte Geodäsie and British Antarctic Survey, 1996.
- SCAR Composite Antarctic Gazetteer（页面存档备份，存于）.

63°33′42″S 58°28′54″W / 63.56167°S 58.48167°W